# Nave de motores de Pacífico
La antigua central eléctrica de Pacífico (también denominada central térmica de Pacífico o fábrica de electricidad de Pacífico) es una instalación industrial perteneciente al Metro de Madrid. El 11 de abril de 2013, la Dirección General de Patrimonio Histórico de la Comunidad de Madrid la declaró Bien de Interés Cultural, en la categoría de monumento. También es conocida por la denominación del edificio más importante de los que la componen, la nave de motores. En la actualidad es, junto con la estación de Chamberí, una de las dos sedes de Andén 0, el centro de interpretación de Metro de Madrid.

## Historia
La inauguración en octubre de 1919 de la primera línea del metro de Madrid (entre Sol y Cuatro Caminos), entonces denominada Compañía Metropolitana Alfonso XIII, supuso la materialización de un proyecto que había comenzado a gestarse a finales del siglo XIX, tras la construcción del metro de Londres (1879) y antes de la construcción de los primeros ferrocarriles metropolitanos de Europa continental (Budapest, 1896; París, 1900). Aquella primera línea del metro madrileño nació de la iniciativa de los ingenieros Miguel Otamendi, Antonio González Echarte y Carlos Mendoza, quienes en 1914 habían presentado al Ministerio de Fomento un proyecto de lo que habría de convertirse en los primeros tramos de la red.
El metro, que sirvió para articular la ciudad y para agilizar los desplazamientos desde los barrios periféricos al centro de la ciudad, creció rápidamente en los años anteriores a la Guerra Civil, con la construcción del tramo central de la actual Línea 1 (Tetuán-Puente de Vallecas), de gran parte de la Línea 2 (Cuatro Caminos-Diego de León y Ventas), del tramo inicial de la Línea 3 (Sol-Embajadores) así como del denominado Ramal Ópera-Norte.
Al comienzo de la contienda, la red del metro madrileño tenía 20 kilómetros de longitud, contaba con 38 estaciones, y daba servicio a 180 millones de viajeros al año. Finalizada la guerra, la Compañía Metropolitana de Madrid, todavía de capital privado, acometió la construcción de la Línea 4 y del tramo norte de la Línea 3, de Sol a Argüelles. Pero, a partir de 1955, el Estado asumió las nuevas obras del Metro, iniciando de esta manera la progresiva nacionalización de la red madrileña.
Junto a las estaciones y túneles, la compañía del metro madrileño abordó, desde sus orígenes, la construcción de edificios auxiliares, subestaciones eléctricas y cocheras. En los primeros años de funcionamiento tres compañías suministraban energía eléctrica al metro: Hidroeléctrica Santillana, Unión Eléctrica Madrileña e Hidroeléctrica Española. La mayor parte de la electricidad tenía origen hidroeléctrico. Las restricciones de suministro eléctrico, agravadas por el duro estiaje que se produjo en 1921 y 1922, que impedían la ampliación de la red y el aumento del número de trenes, hizo plantearse a la compañía la necesidad del autoabastecimiento energético, creando una central eléctrica que sirviera para la generación de energía eléctrica a partir de combustible fósil en caso de fallo en el suministro y, por otra parte, funcionase como subestación para la transformación de la corriente alterna suministrada por las compañías eléctricas a 15 000 V en corriente continua a 600 V que usaban los trenes del metropolitano.

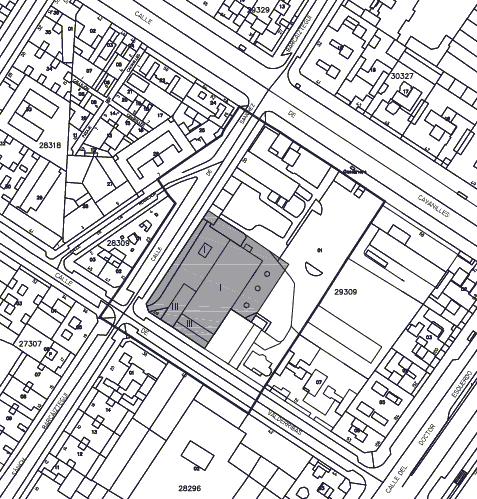
Localización de la antigua nave de motores, en la esquina de las calles Valderribas y Sánchez Barcaiztegui.

Los terrenos elegidos para este fin eran propiedad de la compañía y estaban situados en el barrio de Pacífico, cerca de la estación homónima, ocupando una extensión de 16 000 metros cuadrados, limitados por las calles Granada, Valderribas y Cavanilles. Aunque en la actualidad es una zona bastante céntrica, en la época de la construcción de la central era todavía suburbana. El conjunto de edificios destinados para la central eléctrica y subestación de Pacífico fue proyectado por Antonio Palacios, mientras que la memoria del proyecto de instalación de la maquinaria fue redactada por los ingenieros José María y Manuel Otamendi (hermanos de uno de los fundadores de la empresa, Miguel Otamendi). El proyecto obtuvo licencia municipal el 31 de octubre de 1922, y fue ejecutado bajo la dirección del ingeniero jefe de explotación del Metropolitano, Carlos Laffitte. Las obras finalizaron el 20 de marzo de 1923, pero hasta el verano no comenzó a prestar servicio el primero de los tres motores diésel que se instalaron en la central. Los tres motores estuvieron disponibles en noviembre. Sin embargo la inauguración, en presencia de los reyes Alfonso XIII y Victoria Eugenia, no tuvo lugar hasta el 14 de junio de 1924.
Para llevar a cabo las funciones requeridas, Antonio Palacios diseñó un conjunto integrado inicialmente por cinco edificaciones: una gran nave de planta rectangular para la ubicación de los motores diésel, denominada Nave de Motores (donde se producía la electricidad y se colocaron tres conmutatrices correspondientes a la subestación); otra nave de menor tamaño adosada a la anterior para la batería de acumuladores, destinada a la subestación propiamente dicha (edificio destruido y sustituido por otro de factura moderna carente de valores arquitectónicos); un pequeño edificio de tres plantas adosado a la cabecera de la nave para albergar equipos eléctricos de menor tamaño; otro destinado a oficinas, taller y vivienda adosado lateralmente a la nave, también de tres plantas; y finalmente una vivienda unifamiliar destinada al responsable de las instalaciones, alterada interiormente en la actualidad para el uso de oficinas. Cada uno de los edificios se concibió como unidad independiente con el fin de dar autonomía a sus respectivas funciones. Aunque todos ellos tienen características comunes, cada uno fue adaptado en su diseño a una función diferente.
Durante su existencia, suministró electricidad al resto de subestaciones del Metro. En 1925 llegó a hacerlo a las compañías eléctricas que suministraban a la capital. Durante la Guerra Civil, proporcionó electricidad a la ciudad de Madrid. Sin embargo, la creciente regularidad y garantía del suministro eléctrico hizo que, en 1972, las instalaciones dejasen de utilizarse. En 2005 el ayuntamiento de Madrid y Metro de Madrid acordaron la creación de Andén 0, el centro de interpretación del Metro de Madrid, que contaría con dos sedes: la antigua estación de Chamberí y la sala de motores de Pacífico. Para ello, se procedió a restaurar la nave, según proyecto del arquitecto Carlos Puente, con el objeto de recuperar el aspecto original del edificio. Además, se limpió y puso a punto la maquinaria y se habilitó un espacio para la recepción del público. En 2008 se abrió la nave al público. En 2013, la Comunidad de Madrid acordó declararla bien de interés cultural, en la categoría de monumento.

## Descripción
Parcela
El inmueble objeto de la declaración de bien de interés cultural ocupa una extensión de 2 538 metros cuadrados situada en la esquina de las calles Valderribas y Sánchez Barcáiztegui, delimitada al exterior por una valla de época, formada en su parte principal por un murete de mampostería de piedra y fábrica de ladrillo, reforzado con pilastras a las que acomete la rejería de forja.
Los dos accesos a la parcela desde el viario perimetral están flanqueados por pilastras coronadas con faroles de elaborado diseño de Antonio Palacios. El resto del cerramiento exterior es un muro de fábrica de ladrillo de tejar.
Nave de motores
La construcción principal, denominada propiamente Nave de Motores, tiene planta rectangular en sentido norte-sur y se desarrolla en un único nivel sobre rasante, excepto en el extremo Sur, donde aparece una estrecha entreplanta con los paneles de control de la central y dependencias auxiliares. Tiene una planta rectangular de 44,2 m de longitud y 17,5 m de anchura (773,5 m²), con una altura de muros de 12 m y 16 en la cumbrera. El sótano alberga galerías de mantenimiento para acceso a los equipos y trazado de conducciones. La entrada se realiza por el hastial o testero Norte a través de un cortavientos introducido en una restauración realizada a principios del siglo XXI. Originalmente dicho testero Norte se construyó de forma sencilla, previendo el caso de que fuese necesario su derribo para la ampliación de la nave.
La puerta es de madera, de doble hoja, y permite el paso directamente a la plataforma sobre la que se encuentra el grupo generador. Esta plataforma se encuentra a 52,3 m sobre el nivel del suelo de la nave. El acceso a la parte superior de los motores se realiza mediante un tres tramos de escaleras protegidos por una barandilla de hierro tubular.
Las fachadas se organizan verticalmente, articuladas a partir de pilastras que coinciden con las cerchas de la estructura de cubierta. Entre las pilastras se dispone doble alineación de huecos de ventanas rematadas por arcos rebajados. Las del nivel inferior son grandes ventanales de formato vertical con carpintería de acero con despiece en cuadrícula. Las del nivel superior son más pequeñas y de similar tipología. El edificio arranca del suelo con un pequeño zócalo de mampostería recortado por los grandes ventanales. El resto de las fachadas son de ladrillo visto, a excepción de las pilastras y falsas impostas revocadas con mortero de cal. La cubierta de la nave está formada por cerchas de acero roblonado, de tipo Polonceau, sobre las que apoyan correas y parecillos metálicos sosteniendo el tablero que conforma el faldón de cubierta.

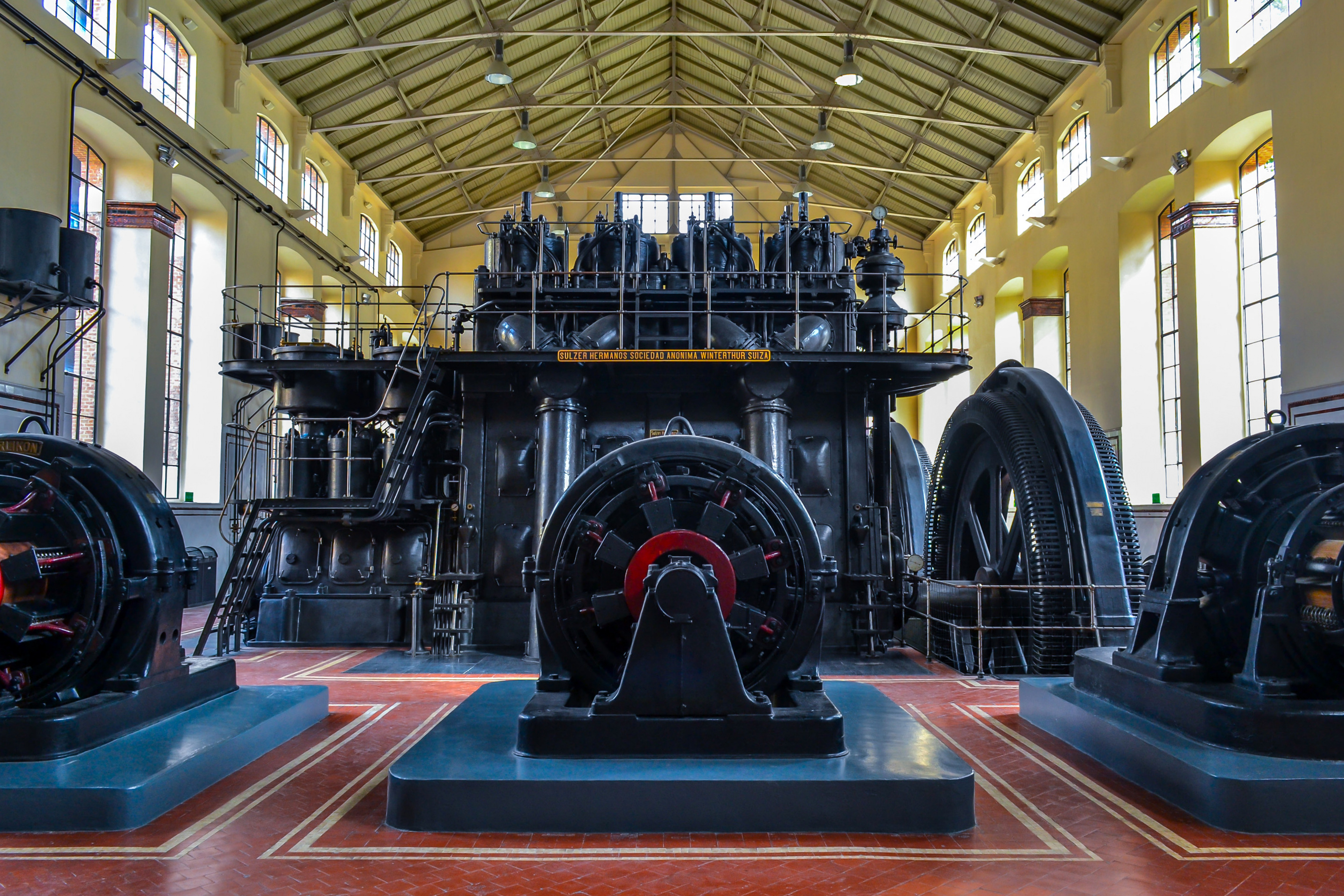
Interior de la nave de motores. Se aprecian las dos líneas de ventanales de los muros, el alicatado blanco y azul de los muros, los falsos capiteles realizados con cerámica vidriada y el pavimento en baldosas rojas con doble encintado de baldosines claros.

Interiormente los muros aparecen enlucidos y parcialmente alicatados con azulejos blancos colocados en diagonal. Las partes alicatadas se perfilan con sencillas líneas azules a modo de cenefas, trazadas con un sentido decorativo cercano al modernismo vienés con cenefas de azulejo con líneas azules. En algunos tramos del muro se disponen, a modo de falsos capiteles, elementos decorativos más complejos realizados en cerámica vidriada con reflejos metálicos. El pavimento de la nave es de baldosas cerámicas de color rojo con doble encintado de baldosines de color claro delimitando la maquinaria existente en la nave. Los muros interiores tienen espesor variable, utilizándose el escalonamiento horizontal como apoyo para el puente-grúa de la nave.
Edificio de transformadores
El edificio o cuerpo de transformadores, adosado al hastial Sur de la Nave de Motores, es un estrecho edificio rectangular de tres plantas que da ocasión para proyectar una fachada más compleja que la propia nave. Articulada verticalmente mediante pilastras, estas se rematan en pináculos que sobrepasan la altura de cornisa. Aquí el orden de huecos es más estrecho que en el resto del complejo y las ventanas se agrupan de dos en dos, separadas por estrechos parteluces. Esta fachada se dispone retranqueada respecto de la calle Valderribas, delimitando un pequeño patio de acceso.
Por encima de la balaustrada de cubierta aparece el hastial Sur de la Nave de Motores, de perfil escalonado, incorporando el emblema de Metro. Ha sido restaurado en su envolvente exterior.
Edificio de oficina
El edificio de oficinas o administrativo es un bloque rectangular de una sola crujía adosado al lateral Oeste de la Nave de Motores. Tiene tres plantas y sótano, centrando todo el interés en la fachada Oeste, articulada verticalmente por parejas de pilastras que contrastan sobre el fondo de fábrica de ladrillo visto y se prolongan en pináculos. El cuerpo central, que aloja los accesos y la escalera, es ligeramente más alto que el resto. El formato de los huecos y el tratamiento de fachada son similares al del cuerpo de transformadores, pero aquí las ventanas se agrupan de tres en tres. Ha sido restaurado en su envolvente exterior, no existiendo en el interior elementos reseñables de interés.

## Valoración
La personalidad de la arquitectura de Antonio Palacios, capaz de dar respuesta coherente a programas funcionales de muy diversa naturaleza, pero conservando siempre una impronta perfectamente identificable, hizo que, durante décadas, la imagen del Metro de Madrid estuviera asociada a su figura. En el caso de la Antigua Central Eléctrica de Pacífico se encuentra su huella en la soltura y elegancia con que es capaz de organizar grandes superficies de fachadas, en la utilización con fines prácticos y a la vez decorativos del azulejo en interiores o en el diseño de los elementos de cerrajería, estrictamente funcionales en las zonas de trabajo y más elaborados en las partes visibles, como los faroles incluidos en la verja perimetral.
La decoración entendida al modo tradicional se reserva para lugares muy significativos: rescata recursos formales y decorativos procedentes de estilos pasados o propios del momento, como pueden ser las referencias al neomudéjar en el empleo del ladrillo y la piedra, produciendo la bicromía roja y blanca característica de este estilo, así como el uso del piñón escalonado de la fachada principal. Por otra parte, se observa la influencia del modernismo secesionista vienés, con gusto por las fachadas apilastradas, las ventanas organizadas en bandas y los arcos segmentados, las impostas muy marcadas que semejan capiteles, los elementos decorativos en líneas paralelas, todo ello interpretado con personalidad propia.
Además de su envolvente arquitectónica, desde el punto de vista del estricto patrimonio industrial, la Central Eléctrica de Pacífico es uno de los conjuntos que mejor conserva toda la maquinaria y equipos propios de la actividad, permitiendo una muestra coherente y completa de la misma, desde los depósitos de combustible enterrados, las redes de transporte de fluidos, los depósitos auxiliares, los equipos de producción y transformación de energía eléctrica, las instalaciones complementarias de refrigeración y control, el material de repuesto y mantenimiento y las herramientas para los operarios.
Destacan sobre todo los tres grandes motores diésel, de 1500 HP cada uno, y los alternadores acoplados a los mismos para generación de energía eléctrica, que estuvieron en funcionamiento desde 1923 hasta 1972.